# Větrný mlýn ve Lhotce u Litultovic
Větrný mlýn ve Lhotce u Litultovic je zaniklý mlýn německého typu, který stál při cestě do obce Moravice nad vsí na návrší. V letech 1958–1977 byl chráněn jako nemovitá kulturní památka České republiky s poznámkou „Památka technická“.

## Historie
Větrný mlýn byl postaven pravděpodobně roku 1830. Mlel až do roku 1945 a ještě v roce 1951 byly interiér i složení mlýna zachovány. Jeho demolice proběhla bez upuštění od památkové ochrany, což bylo zjištěno při revizi v roce 1974 a zaznamenáno v revizní zprávě z roku 1975.

## Popis
Stavba na půdorysu čtverce měla stěny kryty bedněním. Její střecha byla sedlová s polovalbou a krytá šindelem. Na zadní straně mlýna se nacházela šalanda a kryté schody.